# Thecagonum strigulosum
Espèce
Synonymes
- Hedyotis albidopunctata (Merr.) Fosberg[2]
- Hedyotis biflora var. parvifolia Hook. & Arn.[2]
- Hedyotis coreana H.Lév.[2]
- Hedyotis rennellensis Fosberg[2]
- Hedyotis sarcophylla Steud.[2]
- Hedyotis taiwanensis S.F.Huang & J.Murata[2]
- Leptopetalum strigulosum (préféré par NCBI)[3]
- Oldenlandia albidopunctata Merr.[2]
- Oldenlandia crassifolia DC.[2]
- Oldenlandia paniculata var. parvifolia A.Gray ex Maxim.[2]
- Thecagonum strigulosum (Bartl. ex DC.) Terrell & H.Rob.[2]
- Thecagonum strigulosum[3]

Thecagonum strigulosum est une espèce de plantes de la famille des Rubiaceae.
Selon Catalogue of Life (28 octobre 2017), le nom serait valide.
Selon d’autres sources, le nom serait synonyme des noms suivants et chacun serait le nom valide : 
- Leptopetalum strigulosum  (DC.) Neupane & N.Wikstr. (2015), selon World Checklist of Selected Plant Families (WCSP) (28 octobre 2017)[5],
- Oldenlandia strigulosa  Bartl. ex DC., selon The Plant List (28 octobre 2017)[2],
- Hedyotis strigulosa  (Bartl. ex DC.) Fosberg, et Leptopetalum strigulosum  (Bartl. ex DC.) Neupane & N. Wikstrom), selon Tropicos (28 octobre 2017)[1].